# Aporodes
Aporodes là một chi bướm đêm thuộc họ Crambidae.